# Факультет історії та міжнародних відносин Донецького національного університету імені Василя Стуса
Факультет історії та міжнародних відносин (ФІМВ ДонНУ) - один з найстарших у Донецькому національному університеті імені Василя Стуса. Понад 80 років тому з історико-філологічного факультету розпочалося становлення університету.
Факультет історії та міжнародних відносин Донецького національного університету імені Василя Стуса сьогодні — це сучасний освітньо-науковий  простір, фундаментом якого є потужний професорсько-викладацький склад та сучасні наукові школи.
На факультеті викладають унікальні для регіону освітні програми за напрямами «Історія та археологія» та «Міжнародні відносини, суспільні комунікації та регіональні студії», які поєднують в собі європейський підхід до викладання, практико-орієнтоване навчання та орієнтацію на розвиток soft-skills компетенцій.
Факультет виконує свою освітню місію відповідно до Стратегії розвитку університету 2017—2025, а саме формує особистість-професіонала в галузі історичних і політичних наук, яка є інформована, інноваційна, самоідентифікована, інтегрована у суспільство, а також сприяє створенню сприятливих умов для дослідників і впроваджує багаторівневу систему взаємодії в форматі living-learning-community в освітній, науковій, громадській діяльності університету.
Серед випускників факультету — науковці, вчителі, дипломати, депутати Верховної Ради, державні службовці, аналітики, журналісти та відомі громадські діячі.

## Історія факультету
- Факультет історії та міжнародних відносин є одним із найстарших у Донецькому національному університеті імені Василя Стуса.
- Близько 80 років тому з історико-філологічного факультету розпочалося становлення університету.
- Факультет веде свій літопис від 1937 року.
- Разом із філологічним факультетом він увійшов до складу створеного тоді Сталінського педагогічного інституту.
- Перший випуск істориків відбувся у червні 1941 року, подальшу діяльність вишу перервала війна і педінститут було евакуйовано до Пермської області.
- Сталінський педінститут, а у його складі й історичний факультет, поновив роботу після визволення області від німецьких загарбників у жовтні 1943 року.
- Тоді на перший курс було зараховано 31 студента.
- Перший повоєнний випуск відбувся у 1945 році, коли диплом викладача історії одержав 21 фахівець.
- Починаючи з 1948 року історико-філологічний факультет готував фахівців на трьох відділеннях: історичному, російської мови та літератури, української мови та літератури.

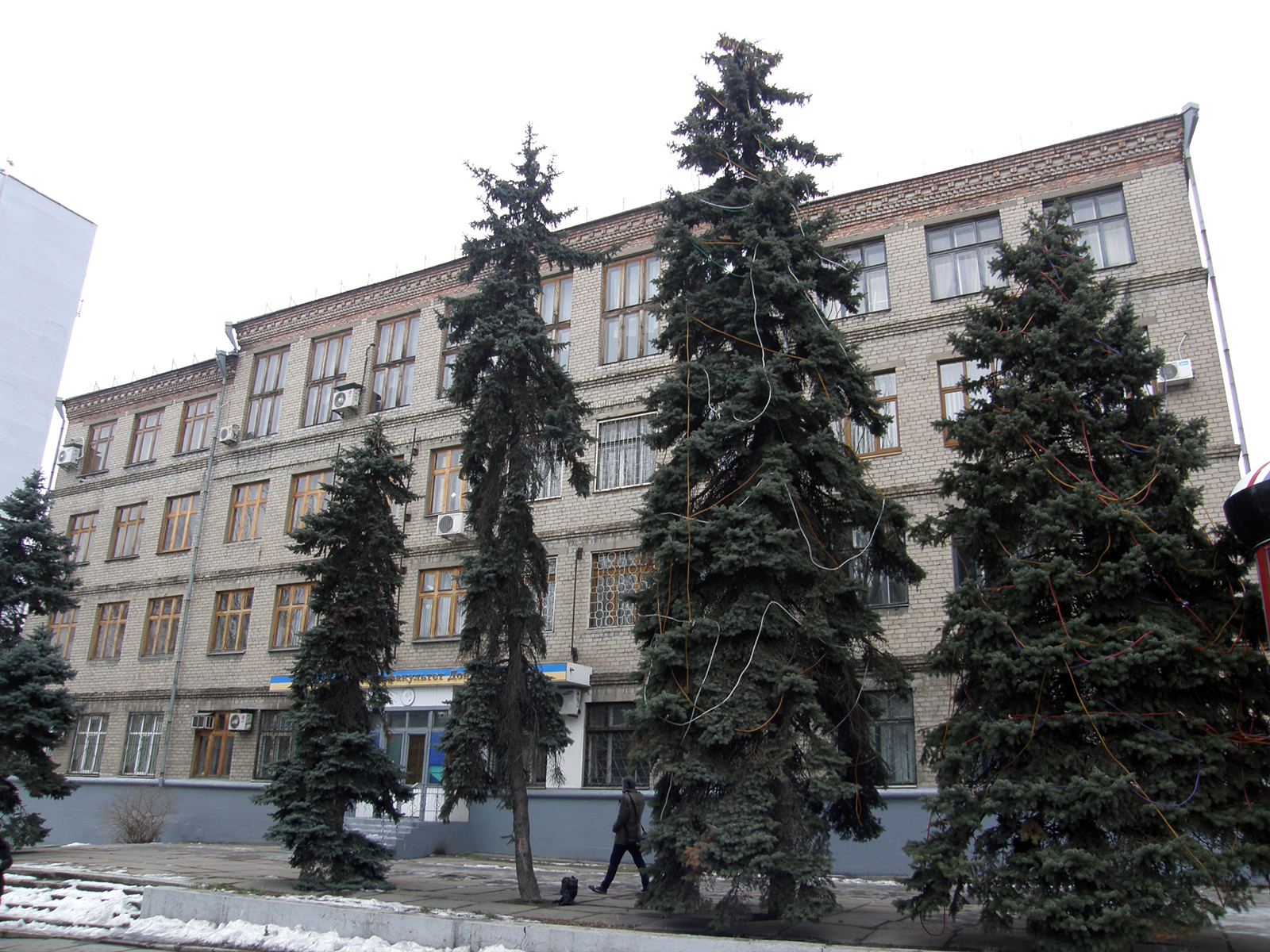
2-й корпус університету в Донецьку, що займає факультет, розширений типовой проєкт 2-02-73

- Рубіжним в історії факультету став 1965 рік, коли він перетворився на самостійний — один із п'яти факультетів Донецького університету.
- У 1992 р. на факультеті було започатковано нову спеціальність та відкрито кафедру за напрямом політологія.
- Спеціальність «Міжнародні відносини» в ДонНУ була відкрита в 1997 році, а кафедра міжнародних відносин і зовнішньої політики розпочала свою діяльність у червні 1999 року.
- Починаючи з 2014 році факультет історії та міжнародних відносин у складі Донецького національного університету імені Василя Стуса здійснює свою діяльність у місті Вінниця. У 2019 році рішенням Вченої ради історичний факультет було перейменовано на «факультет історії та міжнародних відносин».
- На факультет історії та міжнародних відносин відбувається підготовка студентів за двома спеціальностями: «Історія та археологія»; «Міжнародні відносини, суспільні комунікації та регіональні студії».

## Керівництво факультету
- Декан: Теміров Юрій Тешабайович
- Заступник декана з навчальної роботи: Паніна Ірина Геннадіївна
- Заступник декана з наукової роботи: Мєлєкєсцев Кирило Ігорович
- Заступник декана з соціальної та виховної роботи зі студентами: Пятницькова Ірина Володимирівна

## Структура факультету
- Кафедра історії України та спеціальних галузей історичної науки [Архівовано 3 лютого 2022 у Wayback Machine.]
- Кафедра всесвітньої історії та археології [Архівовано 3 лютого 2022 у Wayback Machine.]
- Кафедра міжнародних відносин і зовнішньої політики [Архівовано 3 лютого 2022 у Wayback Machine.]

## Відомі студенти
Депутати
- Гмиря Сергій Петрович
- Степанов Михайло Володимирович
- Стоян Олесанд Миолаович
- Буйко Георгій Володимирович
- попов георгій дмитрович